# Microsoft Forms
Microsoft Forms (ранее Office Forms) — сервис создания онлайн-опросов, входящий в состав Microsoft 365. Сервис Forms был опубликован Microsoft в июне 2016 года.  Основной функцией стала возможность создавать опросы. Forms позволял экспортировать полученные результаты в Microsoft Excel.
В 2019 году Microsoft выпустила бета-версию Forms Pro с функцией интеграции с Power BI.